# Eric de Munck
Eric de Munck (Doetinchem, 19 april 1983) is een Nederlands verslaggever, presentator en entertainmentdeskundige.
De presentator heeft journalistiek gestudeerd aan Hogeschool Windesheim in Zwolle.
De Munck werkt sinds 2018 als entertainmentdeskundige bij het televisieprogramma RTL Boulevard, waar hij eerder ook verslaggever en redacteur voor was. De journalist onderscheidt voornamelijk op het gebied van buitenlands entertainment.
Ook op de radio is De Munck actief. Op NPO Radio 2 is hij regelmatig te horen, eveneens als entertainmentdeskundige. Daarnaast doet hij verslag van het showbizznieuws uit Hollywood op Radio 538 in De Coen & Sander Show en De 538 Ochtend met Wietze en Klaas. Sinds juli 2021 verschijnt van zijn hand iedere zaterdag op het online platform van het tijdschrift LINDA. een wekelijkse column over televisie. In november 2021 debuteerde De Munck als auteur met het boek Typisch Carlo & Irene over het 30-jarige bestaan van Carlo Boszhard en Irene Moors als televisieduo. De presentatoren werkten mee als co-auteurs.
In 2024 deed De Munck mee aan het televisieprogramma The Connection. In 2025 deed De Munck mee aan het vijfde seizoen van het televisieprogramma De Verraders bij RTL 4 als getrouwe waarin hij als eerste werd vermoord.
De Munck is gehuwd met zijn man Silas en ze hebben een zoon.